# Floyd Spence

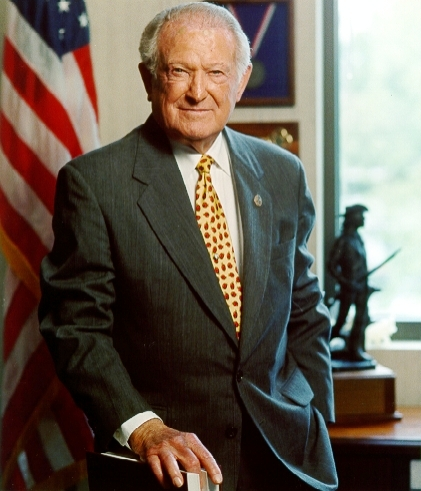
Floyd Spence

Floyd Davidson Spence (* 9. April 1928 in Columbia, South Carolina; † 16. August 2001 in Jackson, Mississippi) war ein US-amerikanischer Politiker. Zwischen 1971 und 2001 vertrat er den Bundesstaat South Carolina im US-Repräsentantenhaus.

## Werdegang
Floyd Spence besuchte die Lexington High School in South Carolina und studierte danach bis 1956 an der University of South Carolina in Columbia. Zwischen 1947 und 1988 gehörte er der Reserve der US-Marine an. Im Jahr 1956 wurde Spence als Rechtsanwalt zugelassen. Politisch war er damals Mitglied der Demokratischen Partei. Zwischen 1956 und 1962 saß er als Abgeordneter im Repräsentantenhaus von South Carolina. 1962 wechselte er zur Republikanischen Partei. Als deren Kandidat bewarb er sich im selben Jahr erfolglos um einen Sitz im Kongress. Er verlor knapp gegen Albert William Watson.
Von 1966 bis 1970 gehöre Spence dem Senat von South Carolina an. Dort führte er die Fraktion der republikanischen Senatoren. Er war Delegierter zu vielen regionalen republikanischen Parteitagen in seinem Staat. Zwischen 1964 und 1984 war er auch Delegierter zu allen Republican National Conventions.
1970 wurde Spence im zweiten Wahlbezirk von South Carolina in das US-Repräsentantenhaus in Washington, D.C. gewählt. Dort trat er am 3. Januar 1971 die Nachfolge von Albert Watson an. Nach 15 Wiederwahlen konnte er bis zu seinem Tod am 16. August 2001 im Kongress verbleiben. Von 1995 bis 1999 war er Vorsitzender des Ausschusses für Nationale Sicherheit und zwischen 1999 und 2001 leitete er den Streitkräfteausschuss. Während seiner Zeit im Kongress endete unter anderem der Vietnamkrieg. In diese Zeit fiel auch die Watergate-Affäre. Außerdem wurden der 26. und der 27. Verfassungszusatz verabschiedet.
Floyd Spence starb an den Folgen einer Gehirnoperation.